# Baré (Isola)
Baré (in sloveno Baredi) è un insediamento (naselje) nella municipalità di Isola nella regione statistica del Litorale-Carso in Slovenia